# 中部意大利語
中部意大利語（意大利語：italiano centrale 或 mediano）是一種意大利-達爾馬提亞語支下的語言，主要流通於意大利中部的拉素大區、翁布里亞大區、馬爾凱大區、托斯卡尼大區南部以及一小部分阿布魯佐大區。
中部意大利語與托斯卡納語（意大利語的曾經標準口音）能夠互通，並且該語下的各地方言之間差異細微。
中部意大利語主要有以下方言：
- 馬爾凱方言（使用於馬爾凱大區中部）
- 翁布里亞方言（使用於翁布里亞大區）
- 薩比努方言（使用語拉奎拉和列蒂省）
- 羅馬方言（主要使用於羅馬首都廣域市）
- 羅馬城堡方言（使用於羅馬城堡區）
- 乔恰里亚方言（乔恰里亚地區和拉素大區南部）